# تفشي الإيبولا في كيفو
تفشي الإيبولا في كيفو بدأ التفشي في 1 أغسطس 2018 عندما تم التأكد أن أربع حالات ثبت إصابتها بمرض فيروس إيبولا في المنطقة الشرقية من كيفو في جمهورية الكونغو الديمقراطية. بدأت حالة التفشي بعد أيام فقط من نهاية التفشي في مقاطعة إكواتور. شمل تفشي كيفو مقاطعة إيتوري وذلك بعد تأكيد إصابة الحالة الأولى في 13 أغسطس. بحلول يونيو 2019 انتشر الفيروس إلى أوغندا بعد إصابة طفل كونغولي يبلغ من العمر 5 سنوات دخل أوغندا مع عائلته للكونغو بهدف الرعاية الطبية. في نوفمبر 2018 أصبح تفشي المرض هو الأكبر في تاريخ جمهورية الكونغو الديمقراطية، وبحلول نوفمبر أصبح تفشي المرض ثاني أكبر انتشار في التاريخ المسجل خلف تفشي وباء غرب أفريقيا 2013-2016.
تشهد المقاطعة والمنطقة العامة المتأثرة حاليًا صراعًا عسكريًا، مما أعاق جهود العلاج والوقاية. وصف نائب المدير العام لمنظمة الصحة العالمية للتأهب والاستجابة لحالات الطوارئ أن مزيج الصراع العسكري والضيق المدني بأنه «عاصفة مثالية» محتملة يمكن أن تؤدي إلى تفاقم سريع للتفشي. في مايو 2019 أبلغت منظمة الصحة العالمية أنه منذ يناير وقع 42 اعتداء على منشآت صحية وأصيب 85 عاملاً صحياً بجروح أو قتلوا. في بعض المناطق اضطرت منظمات الإغاثة إلى وقف عملها بسبب العنف. يتعين على العاملين في مجال الصحة أيضًا التعامل مع الأخبار المزيفة وغيرها من المعلومات الخاطئة التي تنتشر عن طريق السياسيين المعارضين.
بحلول 13 فبراير 2019 بلغ إجمالي الحالات المؤكدة والمحتملة والمشتبه فيها 1.000 شخص في جمهورية الكونغو الديمقراطية، وهو عدد الحالات أكثر من ألف بالنسبة لدولة واحدة فقط، وهو مالم يشهده العالم منذ وباء غرب أفريقيا عام 2013 في ليبيريا وغينيا وسيراليون. في 3 مايو 2019 وبعد تسعة أشهر من تفشي المرض، تجاوز تفشي المرض في جمهورية الكونغو الديمقراطية 1000 حالة وفاة بسبب وباء الإيبولا الذي لم يتم السيطرة عليه بعد. وللمقارنة، خلال اندلاع فيروس إيبولا في غرب أفريقيا الذي استمر عامين كانت غينيا التي كانت واحدة من أكثر الدول تضرراً من المرض قد سجلت ما يقرب من 2.500 حالة وفاة بسبب الإيبولا.
نظرًا لتدهور الوضع في شمال كيفو والمناطق المحيطة بها فقد رفعت منظمة الصحة العالمية تقييم المخاطر على المستوى الوطني والإقليمي من «عالي» إلى «مرتفع جدًا» في سبتمبر 2018. في أكتوبر أكد مجلس الأمن التابع للأمم المتحدة أن الجميع يجب أن يوقف العداء المسلح في جمهورية الكونغو الديمقراطية من أجل مكافحة تفشي الإيبولا المستمر. بعد تأكيد الحالات المصابة في أوغندا أجرت منظمة الصحة العالمية مراجعة ثالثة في 14 يونيو 2019، وخلصت إلى أنه على الرغم من أن التفشي كانت حالة طوارئ صحية في جمهورية الكونغو الديمقراطية والمنطقة المحيطة بها، إلا أنها لا تفي بالمعايير الثلاثة لاعتبارها حالة طوارئ صحية عمومية ذات اهتمام دولي. اجتمعت لجنة الطوارئ التابعة لمنظمة الصحة العالمية في جنيف السويسرية بعد وفاة أول شخص أصيب بفيروس إيبولا في مدينة غوما في الكونغو الديمقراطية، وأعلنت في 17 يوليو 2019م أن تفشي فيروس إيبولا في جمهورية الكونغو الديمقراطية يعتبر حالة طوارئ صحية دولية.

## التاريخ
بدأ تفشي مرض فيروس إيبولا في زائير (يامبوكو) في أواخر عام 1976، وكان هذا المرض هو ثاني تفشي من نوعه على الإطلاق بعد التفشي السابق في السودان في العام نفسه. في 1 أغسطس 2018 تم الإعلان عن تفشي الإيبولا العاشر في جمهورية الكونغو الديمقراطية، بعد أيام قليلة فقط من الإعلان عن تفشي المرض في نفس البلد في 24 يوليو.
أشار رئيس منظمة الصحة العالمية تيدروس أدهانوم غيبريسوس في 15 أغسطس إلى أن تفشي المرض الحالي في جمهورية الكونغو الديمقراطية قد يكون أسوأ من اندلاع تفشي الإيبولا في غرب إفريقيا في 2013-2016 بسبب عدة عوامل.

## أُفق التفشي

### الحالات المتوقعة
حتى تفشي المرض الحالي في شمال كيفو في عام 2018، لم يتجاوز تفشي المرض 320 حالة. اعتبارًا من 24 فبراير 2019 تجاوز تفشي المرض الحالي 1.000 حالة وبالتحديد 1.048 حالة ولم يتم السيطرة عليها بعد.
في 10 مايو أشارت مراكز مكافحة الأمراض والوقاية، ومنها بعض المراكز في الولايات المتحدة الأمريكية إلى أن تفشي المرض الحالي قد يتجاوز وباء غرب إفريقيا في وقت معين.
يشير عدد 12 مايو من نشرة منظمة الصحة العالمية الأسبوعية بشأن تفشي الأمراض وحالات الطوارئ الأخرى، إلى أن «الزيادة المستمرة في عدد حالات الإصابة بفيروس نقص المناعة البشرية الجديدة في جمهورية الكونغو الديمقراطية تبعث على القلق ... لا نهاية في الأفق للحالة الأمنية الصعبة».

### التدابير الإحصائية
تتمثل إحدى طرق قياس تفشي المرض في عدد التكاثر الأساسي (R0) وهو مقياس إحصائي لمتوسط عدد الأشخاص المتوقع إصابة شخص واحد مصاب بالمرض. إذا كان المعدل أقل من 1، فإن العدوى تموت، إذا كانت أكبر من 1 تستمر العدوى في الانتشار مع نمو هائل في عدد الحالات. في ورقة نشرت في مارس 2019 بقلم طارق وآخرون، قالت الورقة أن عدد التكاثر الأساسي يتأرجح حول 0.9 في المتوسط.

## الاستجابة
خلال اندلاع تفشي الإيبولا في جمهورية الكونغو الديمقراطية تقدم عدد من المنظمات للمساعدة في قدرات مختلفة، منها: المنظمة الكاثوليكية للإغاثة والتنمية، ولجنة الإنقاذ الدولية، ومنظمة أطباء بلا حدود، وأوكسفام، والاتحاد الدولي لجمعيات الصليب الأحمر والهلال الأحمر، واللجنة الدولية للصليب الأحمر (اللجنة الدولية للصليب الأحمر)، ومحفظة السامريين.

### منظمة الصحة العالمية
في 12 أبريل 2019 استأنفت المديرة العامة لمنظمة الصحة العالمية لجنة الطوارئ التابعة لمنظمة الصحة العالمية بعد زيادة في معدل الحالات الجديدة، وقررت أن تفشي المرض ما زال لا يفي بمعايير الطوارئ الصحية العمومية التي تثير قلقًا دوليًا.
بعد تأكيد عبور الإيبولا إلى أوغندا، خلص استعراض ثالث لمنظمة الصحة العالمية في 14 يونيو 2019 إلى أنه على الرغم من أن التفشي كانت حالة طوارئ صحية في جمهورية الكونغو الديمقراطية والمنطقة المحيطة بها، إلا أنها لا تستوفي جميع المعايير الثلاثة للرعاية الصحية الأولية.

### حكومات أجنبية
تم تقديم الدعم المادي من قبل الولايات المتحدة الأمريكية وبريطانيا، وزير قسم التنمية البريطاني، روري ستيوارت، زار المنطقة في يوليو 2019 ونادى بأن تتبرع الدول الغربية الأخرى كفرنسا وكندا وألمانيا بمساعدات مادية أكبر، حيث قدّر ستيوارت أن هناك حاجة لـ100-300 مليون دولار أمريكي لمكافحة المرض حتى ديسمبر. كما دعا منظمة الصحة العالمية لإعلان الموقف كـحالة طوارئ صحية ذو شأن عالمي (PHEIC).